# Microchilus hughjonesii
Microchilus hughjonesii är en orkidéart som beskrevs av Paul Ormerod. Microchilus hughjonesii ingår i släktet Microchilus och familjen orkidéer. Inga underarter finns listade i Catalogue of Life.